# آل الفلقي
آل الفلقي  بنو حسن الفلقي بن حسين بن عبده المعافا، هي قبيلة من قبائل السليمانيين الذين استقروا في حرض واستولوا على إمارة الساعد في حرض بمساعدة الإمام يحيى بن الحسين الهادي في الفترة من 280- 298هـ. وقد حكم منهم في المخلاف السليماني أحمد بن حسين الفلقي، والذي كان أميراً على ساحل قوز الجعافرة في زمن حمود الخيراتي سنة 1216هـ.

## فروعهم

### آل بكري
بنو بكري بن حسن الفلقي وينقسم هذا الفرع إلى عدة بيوتات هي:
1. بيت عرار بن قاسم بن شار بن حمد بن بكري بن حسن فلقي: ويسكنون الشقيق وذهبان ومحائل وخميس البحر وابها
2. بيت علي بن بكري بن حسن فلقي: ويسكنون محائل وقرية المسلم شمال محائل وآل مشول ومنهم من يقطن مكة المكرمة
3. بيت سرحان بن بكري بن حسن فلقي: وينقسم هذا البيت إلى عدة عشائر وهي :

- بيت أحمد بن سرحان بن بكري بن حسن الفلقي ويسكنون الشقيق وضمد
- بيت محمد بن سرحان ويسكنون الطائف وآل مشول وحلي ومنهم من يسكن مدينة جدة
- بيت عز الدين بن سرحان ويسكنون قرية الريش وآل منامس وآل مشول ومنهم من يسكن مدينتا جدة ومكة.
- بيت أحمد بن علي بن سرحان ويسكنون خميس البحر والقحمة ومحائل
- بيت عبده بن سرحان بن بكري ويسكنون محائل وخميس البحر
- بيت إبراهيم بن سرحان ويسكنون آل مشول ومحائل عسير
- بيت حسين بن سرحان ويسكنون الشقيق وخميس البحر
- بيت هاشم بن سرحان وينقسم إلى عدة بيوتات هي:
- آل إبراهيم بن إسماعيل بن هاشم بن سرحان ويسكنون خميس البحر ومحائل
- آل محمد بن إسماعيل بن هاشم بن سرحان ويسكنون خميس البحر
- آل علي بن إسماعيل بن هاشم بن سرحان ويسكنون مراتخ وخميس البحر
- آل الحسن بن محمد بن هاشم بن سرحان ويسكنون محائل وخميس البحر
- آل إبراهيم بن محمد بن هاشم بن سرحان ويسكنون محائل وخميس البحر

### آل شيخين
بنو شيخين بن حسن بن حسين بن حسن الفلقي، ويسكنون القحمة و الشقيق و خميس البحر و محائل عسير و حلي و  آل مشول